# Hypocoela fasciata
Hypocoela fasciata là một loài bướm đêm trong họ Geometridae.